# Isomaltose

SNFG-Darstellung von Isomaltose

Isomaltose ist eine chemische Verbindung aus der Gruppe der Disaccharide. Sie besteht – wie die ähnliche Maltose – aus zwei Glucose-Molekülen, die mit einer Glycosidischen Bindung verknüpft sind, jedoch mit einer α-(1-6)-Bindung anstelle der α-(1-4)-Bindung der Maltose. Beide Zuckerarten sind reduzierende Zucker. Sie entsteht unter anderem bei der Verdauung von Stärke und Glycogen im Darm. Isomaltose ist außerdem ein Anomer zu Gentiobiose.

## Vorkommen
Isomaltose kommt als Strukturelement in Amylopectin und in Glycogen und in freier Form im Honig und im Stärke-Hydrolysat vor.

## Gewinnung und Darstellung
Isomaltose entsteht neben anderen Verbindungen bei der mehrstündigen Behandlung von Maltosesirup mit dem Enzym Transglucosidase und ist einer der Hauptbestandteile der Mischung Isomalto-Oligosaccharid, welcher als Lebensmittelzusatzstoff verwendet wird.
Isomaltose kann auch als Malzextrakt aus Gerstenkörnern gewonnen werden, indem diese 2–3 Tage in Wasser gequellt und anschließend etwa 10 Tage lang angekeimt werden. Während des Keimens wird die Reservestärke des Keimlings durch Amylasen abgebaut, wobei Maltose, Dextrose und Isomaltose entstehen. Die Isomaltose macht etwa 5 % des Stärkebestandteils Amylopectin aus.
Es ist ein Produkt der Karamellisierung von Glucose.
Es kann auch aus dem Partialhydrolysat von Bakteriendextran (als Octaacetat), aus dem enzymatischen Hydrolysat von Amylopectin und von Dextran aus Leuconostoc mesenteroides, aus Maltose durch enzymatische Transglycosylierung und als ein Umsetzungsprodukt bei der Reversion von D-Glucose mit Säure gewonnen werden.

## Eigenschaften
Isomaltose ist ein farbloser Feststoff, der sich sehr leicht in Wasser löst, stark süß schmeckt und nicht oder nur schwer vergärt.

## Biologische Bedeutung
Isomaltose wird beim Menschen durch das Verdauungsenzym Isomaltase zu Glucose gespalten. Wird dieses Enzym von der Darmschleimhaut nicht in ausreichender Menge produziert, kommt es zu einer Isomaltoseintoleranz.

## Nachweis
Als reduzierendes Saccharid kann Isomaltose mit Fehlingscher Lösung nachgewiesen werden.